# وسوچانه
وسوچانه (به لاتین: Wysoczany) یک روستا در لهستان است که در گمینا کومانگچا واقع شده‌است. وسوچانه ۱۱۰ نفر جمعیت دارد.